# 娥摩拉 (電視劇)
《娥摩拉》（義大利語：Gomorra - La serie）是一部意大利犯罪劇情電視劇，由天空大西洋臺製作，羅貝托·薩維亞諾主創，改編自薩維亞諾的同名紀實文學作品。該劇於2014年5月6日於天空大西洋臺首播，並於2021年12月17日完結，全劇共5季58集。薩維亞諾此前亦曾創作改編自同一部作品的同名電影《娥摩拉罪惡之城》，但兩作並無關聯。
該劇的背景設定於那不勒斯，主要在斯坎皮亞地區取景。故事以黑幫成員西羅·迪·馬爾齊奧（馬可·達莫瑞飾）為主角，講述他在黑道權鬥中扶搖直上，成為一代梟雄的經歷。該劇播出後獲得普遍正面的評價，主要在角色設計、節奏、氣氛營造、演員表現、執導技巧和劇本等方面備受讚譽，但同時有批評指該劇是在合理化黑幫的犯罪行為。目前該劇的播映權已售給190個國家，該劇亦是天空電視收視率最高的劇集之一，曾一度打破全國最高收視紀錄。一部同樣由馬可·達莫瑞主演的外傳電影《命硬仔西羅》於2019年12月5日在院線上映。

## 劇情背景
《娥摩拉》的故事發生在2010年代的那不勒斯，主角西羅·迪·馬爾齊奧（馬可·達莫瑞飾）原為由彼得·薩瓦斯塔諾（福圖納多·卡利諾飾）領導的黑幫家族小弟，亦是彼得的兒子杰洛（薩爾瓦托雷·埃斯波西托飾）的好友。在彼得意外被捕後，黑道大亂，西羅和杰洛孤立無援，既要在權力鬥爭中掙扎求存，同時亦要在亂世中力爭上游，成就霸業。

## 演員

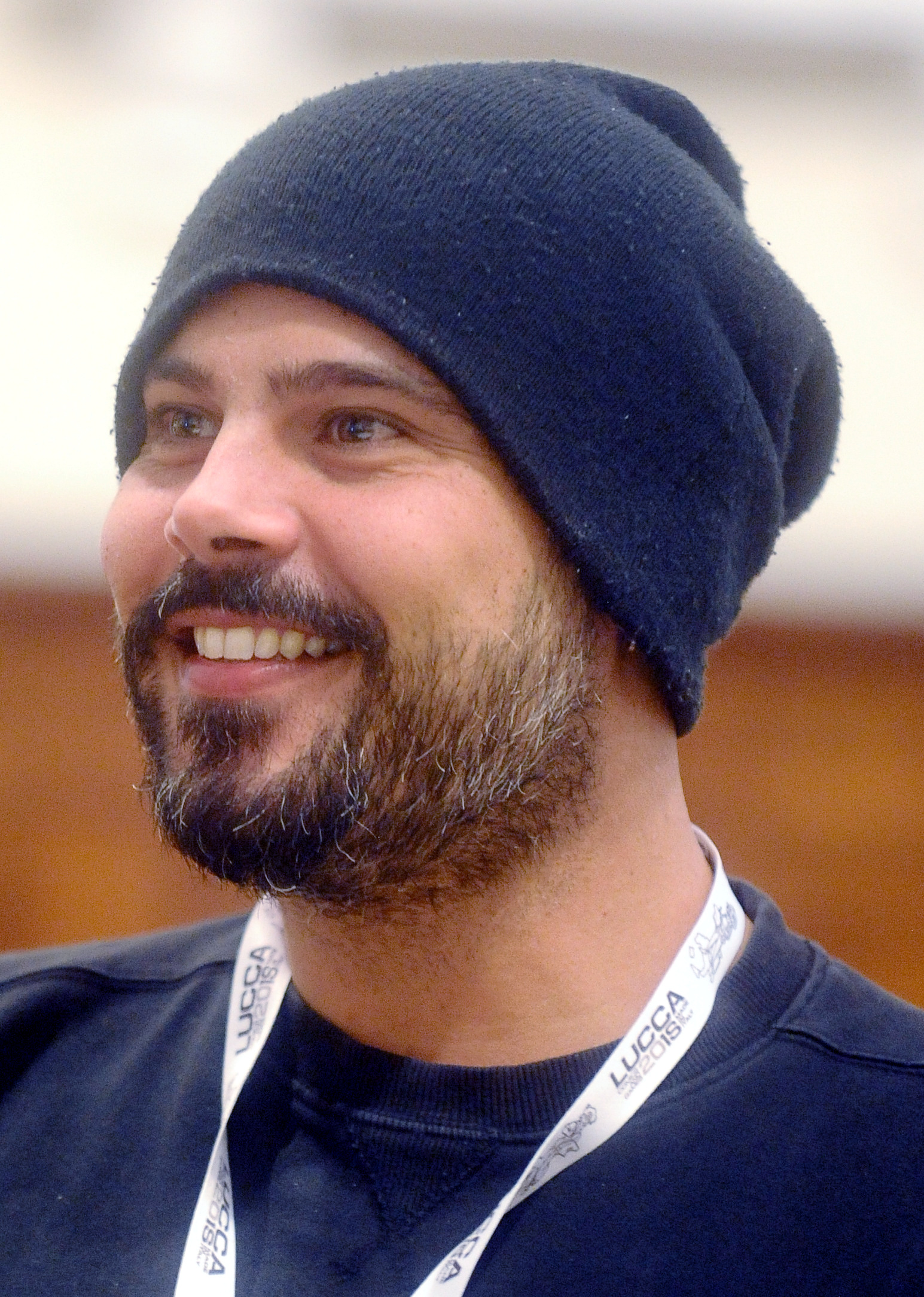
飾演男主角西羅的演員和第四季導演馬可·達莫瑞

### 主演
- 馬可·達莫瑞（英语：Marco D'Amore） 飾演 西羅·迪·馬爾齊奧（Ciro Di Marzio；第1至第3、第5季）：綽號「命硬仔」（"l'Immortale"），薩瓦斯塔諾家族的中層幹部，與杰洛亦師亦友，打算在黑幫混出一番成績[5]。
- 薩爾瓦托雷·埃斯波西托（英语：Salvatore Esposito (actor)） 飾演 杰納羅·「杰洛」·薩瓦斯塔諾（Gennaro "Genny" Savastano；第1至第5季）：薩瓦斯塔諾家族的少當家，原為一名懦弱怕事的富二代，但逐漸變成狠辣且能獨當一面的黑幫老大[6]。
- 福圖納多·卡利諾（英语：Fortunato Cerlino） 飾演 彼得·薩瓦斯塔諾（Pietro Savastano；第1至第2季）：薩瓦斯塔諾家族的家主，勢力龐大的毒梟[7]。
- 瑪麗亞·皮雅·卡佐妮（英语：Maria Pia Calzone） 飾演 伊瑪科拉塔·「伊瑪」·薩瓦斯塔諾（Immacolata "Imma" Savastano；第1季）：彼得的妻子，在丈夫入獄後繼承他的犯罪王國。
- 馬可·佩維提（義大利語：Marco Palvetti） 飾演 薩爾瓦多·孔特（Salvatore Conte；第1至第2季）：孔特家族的家主、毒梟，與彼得敵對。
- 法比歐·德卡羅（Fabio De Caro） 飾演 馬拉莫勒（Malammore；第1至第3季）：薩瓦斯塔諾家族的元老、帕特莉西婭的叔叔，對彼得極度忠心[8]。
- 克莉絲蒂娜·多納迪歐（義大利語：Cristina Donadio） 飾演 安娜麗莎·馬利奧卡（Annalisa Magliocca；第2至第3季）：綽號「香奈兒」（"Scianel"），兹奇內塔的妹妹，被西羅邀請成為聯盟老大之一，後叛變投靠市中心聯盟[9]。
- 克莉絲汀安娜·戴爾安娜（義大利語：Cristiana Dell'Anna） 飾演 帕特莉西婭·桑托雷（Patrizia Santore；第2至第4季）：馬拉莫勒的侄女，原為彼得的代言人，後成為杰洛的副手，並在他退休從商時接管他的犯罪王國[10]。
- 詹弗蘭科·加洛（義大利語：Gianfranco Gallo） 飾演 朱塞佩·阿維塔比萊（Giuseppe Avitabile；第2至第3季）：活躍於羅馬的毒梟，阿祖拉的父親。
- 伊凡娜·洛蒂托（義大利語：Ivana Lotito） 飾演 阿祖拉·阿維塔比萊（Azzurra Avitabile；第2至第5季）：杰洛的妻子，對他死心塌地。
- 阿圖羅·繆塞利（Arturo Muselli） 飾演 恩佐·維拉（Enzo Villa；第3至第5季）：綽號「藍血」（"Sangueblù"），沒落的維拉家族後人，活躍於福爾切拉（義大利語：Forcella (Napoli)），一直希望能重振家族，而且非常崇拜西羅[11]。
- 安德烈亞·迪·瑪莉亞（義大利語：Andrea Di Maria） 飾演 埃利亞·卡帕奇奥（Elia Capaccio；第3至第5季）：綽號「畢業仔」（"'o Diplomato"），活躍於那不勒斯市中心的毒梟，帕斯托雷之侄。
- 卡羅·卡拉喬洛（Carlo Caracciolo） 飾演 費特南多·卡帕奇奥（Fernando Capaccio；第3至第5季）：綽號「瘋子」（"'o Crezi"），活躍於那不勒斯市中心的毒梟，帕斯托雷之侄。
- 洛里斯·德盧納（Loris De Luna） 飾演 瓦萊里奥·美沙諾（Valerio Misano；第3至第4季）：富二代、大學生，恩佐的好友兼副手，與他一同重振維拉家族。
- 吉安尼·帕里西（義大利語：Gianni Parisi） 飾演 格蘭多·萊萬特（Gerlando Levante；第4季）：活躍於卡塞塔的毒梟，杰洛的姨夫。
- 盧西亞諾·朱利亞諾（Luciano Giugliano） 飾演 米開朗基羅·「米奇」·萊萬特（Michelangelo "Mickey" Levante；第4季）：格蘭多的長子，大學畢業，與經營毒品生意的父親和兄弟格格不入。
- 格納羅·阿皮塞拉（Gennaro Apicella） 飾演 西喬·萊萬特（Ciccio Levante；第4至第5季）：格蘭多的兒子，與父親一同經營毒品生意。
- 安東尼奧·加久洛（義大利語：Antonio Gargiulo） 飾演 沙羅·萊萬特（Saro Levante；第4至5季）：格蘭多的兒子，與父親一同經營毒品生意。
- 克洛迪雅·特蘭切塞（義大利語：Claudia Tranchese） 飾演 格拉西亞·萊萬特（Grazia Levante；第4至5季）：格蘭多的女兒，米奇、西喬和沙羅的妹妹，曾被哥哥們許配給小和尚。
- 米莫·波瑞利（義大利語：Mimmo Borrelli） 飾演 安吉洛（Angelo；第5季）：綽號「師傅」（"'o Maestrale"），活躍於蓬蒂切利（英语：Ponticelli）的毒梟，杰洛的金主。
- 塔妮雅·加里巴（義大利語：Tania Garribba） 飾演 盧西亞娜（Luciana；第5季）：安吉洛之妻。
- 娜琪亞·施基諾（義大利語：Nunzia Schiano） 飾演 南齊亞·佳里尼亞諾（Nunzia Carignano；第5季）：毒梟「紳士」之妻，丈夫被杰洛殺死後密謀報復。
- 卡邁恩·帕特諾斯特（Carmine Paternoster） 飾演 費德里科·馬考羅（Federico Maccauro；第5季）：綽號「小和尚」（"'o Munaciello"），在西羅失蹤的兩年內冒起的街區老大，後選擇投靠杰洛。

### 常設
- 安東尼奧·米洛（義大利語：Antonio Milo (attore)） 飾演 阿蒂利奧·迪奧塔萊維（Attilio Diotallevi；第1季）：薩瓦斯塔諾家族的元老，如同父親一樣照顧西羅的老大。
- 馬克西米利安·羅西（義大利語：Massimiliano Rossi） 飾演 兹奇內塔（Zecchinetta；第1季）：薩瓦斯塔諾家族的元老，忠於彼得，杰洛的教父。
- 米莫·埃斯波西托（義大利語：Mimmo Esposito） 飾演 雷納托·博萊塔（Renato Bolletta；第1季）：綽號「小泡」（"'o Bolletta"），薩瓦斯塔諾家族的元老，忠於彼得，掌管幫內的毒品分銷商。
- 利諾·穆塞拉（義大利語：Lino Musella） 飾演 羅薩里奧·埃爾科拉諾（Rosario Ercolano；第1至第2季）：綽號「矮子」（"'o Nano"），西羅的好友和親信，後被西羅提拔成為聯盟老大之一。
- 伊萬·博拉金（義大利語：Ivan Boragine） 飾演 邁克爾·卡西羅（Michele Casillo；第1、第3至第4季）：杰洛的好友，在其推舉下成為市長。
- 喬瓦尼·布塞利（義大利語：Giovanni Buselli） 飾演 卡帕邦巴（"Capa 'e Bomba"；第1至第3季）：薩瓦斯塔諾家族少壯派頭目，杰洛的親信，失勢後一度成立街頭幫苟且偷生，直至杰洛回歸後再度輔佐其。
- 克里斯蒂安·吉羅索（Christian Giroso） 飾演 卡蒂羅（"'o Cardillo"；第1至第3季）：薩瓦斯塔諾家族少壯派頭目，杰洛的親信，失勢後一度成立街頭幫苟且偷生，直至杰洛回歸後再度輔佐其。
- 卡敏·摩納哥（義大利語：Carmine Monaco） 飾演 歐特朗（"'o Track"；第1至第2季）：薩瓦斯塔諾家族少壯派頭目，杰洛的親信，失勢後一度成立街頭幫苟且偷生，直至杰洛回歸後再度輔佐其。
- 皮娜·圖爾科（義大利語：Pina Turco） 飾演 黛博拉·迪·馬齊奧（Deborah Di Marzio；第1至第2季）：西羅的妻子，與他育有女兒瑪麗亞·麗塔。
- 克勞迪婭·韋內齊亞諾（Claudia Veneziano） 飾演 瑪麗亞·麗塔·迪·馬爾齊奧（Maria Rita Di Marzio；第1至第2季）：西羅的女兒。
- 文森佐·法布里奇諾（Vincenzo Fabricino） 飾演 洛倫佐（Lorenzo；第1至第2、第5季）：綽號「鬥牛犬」（"'o Pitbull"），西羅的手下，在西羅回歸時協助其對付杰洛。
- 安東尼奧·福萊托（義大利語：Antonio Folletto） 飾演 歐普林（"'o Principe"；第2季）：孔特的左右手，懂化學，後被西羅策反，成為聯盟老大之一。
- 盧卡·加隆（Luca Gallone） 飾演 歐穆拉（"'o Mulatto"；第2季）：孔特的左右手，歐普林的好友，後被西羅策反，成為聯盟老大之一。
- 詹盧卡·迪根納羅（義大利語：Gianluca Di Gennaro） 飾演 津伽勒羅（"'o Zingariello"；第2季）：薩瓦斯塔諾家族元老津加羅之子、福林圭羅之侄，被西羅邀請成為聯盟老大之一，後叛變投靠彼得。
- 文森佐·內莫拉托（義大利語：Vincenzo Nemolato） 飾演 安傑洛·塞皮諾（Angelo Sepino；第2季）：受僱打劫聯盟分銷點的劫匪。
- 內洛·馬西亞（英语：Nello Mascia） 飾演 阿涅羅·帕斯托雷（Aniello Pastore；第2至第5季）：市中心聯盟的老大之一，卡帕奇奧兄弟的叔叔。
- 文森佐·皮羅齊（Vincenzo Pirozzi） 飾演 拉斐爾·馬利奧卡（Raffaele Magliocca；第2季）：綽號「勒羅西奧」（"Lelluccio"），香奈兒的兒子，初登場時尚未出獄，出獄後加入聯盟成為老大之一。
- 尼諾·波爾齊奧（英语：Nino Porzio） 飾演 尼諾（Nino；第2季）：杰洛的近身手下兼司機。
- 路易吉·皮薩尼（義大利語：Luigi Pisani (attore)） 飾演 托馬索·納塔萊（Tommaso Natale；第2至第3季）：朱塞佩的副手。
- 詹尼·斯佩扎諾（Gianni Spezzano） 飾演 費特南多（Fernado；第2至第3、第5季）：西羅的手下，在西羅失蹤後自立門戶，成為街區老大。後在西羅回歸時被杰洛要脅，要他佯裝回歸西羅陣營當內鬼。
- 喬瓦尼·里恩佐（義大利語：Giovanni Rienzo） 飾演 歐科爾（"'o Foal"；第2至第3季）：薩瓦斯塔諾家族手下，常侍於馬拉莫勒左右。
- 阿爾弗雷多·埃雷拉（Alfredo Herrera） 飾演 華金·羅萊羅（Joaquin Rolleroo；第2至第3季）：洪都拉斯毒販，杰洛的生意夥伴，後成為好友。
- 阿萊西奧·加洛（義大利語：Alessio Gallo） 飾演 托尼諾·「斯皮德曼」（Tonino "Spiderman"；第1季）：薩瓦斯塔諾家族少壯派頭目，杰洛的親信、元老卡盧奇洛之侄。
- 里卡多·西卡雷利（Riccardo Ciccarelli） 飾演 尼可拉（Nicola；第2至第4季）：薩瓦斯塔諾家族少壯派成員，杰洛的手下，失勢後一度成為街頭幫成員，直至杰洛回歸。後在帕特莉西婭接管地盤後成為她的副手。
- 埃馬努埃萊·維科里托（義大利語：Emanuele Vicorito） 飾演 「波子」（"'o Pop"；第1季）：薩瓦斯塔諾家族少壯派成員，杰洛的手下。
- 薩爾瓦多·瓦卡（Salvatore Vacca） 飾演 「彈球」（"'o Flipper"；第1至第4季）：薩瓦斯塔諾家族少壯派成員，杰洛的手下，失勢後一度成為街頭幫成員，直至杰洛回歸。
- 卡洛·切爾切洛（義大利語：Carlo Cerciello） 飾演 魯杰羅（Ruggero；第3季）：綽號「法師」（"'o Stregone"），市中心聯盟的老大之一，恩佐的叔祖，多年前曾出賣恩佐的父輩。
- 帕斯卡萊·埃斯波西托（英语：Pasquale Esposito (actor)） 飾演 愛德華多·阿雷內拉（Edoardo Arenella；第3季）：綽號「美男子」（"'o Sciarmant"），活躍於西班牙區的毒梟，市中心聯盟的老大之一。
- 亞歷山德羅·帕拉迪諾（Alessandro Palladino）飾演 「帥強」（"'o Belle'bbuono"；第3至第5季）：恩佐幫的第三號人物，對恩佐和西羅極度忠心，在瓦萊里奥死後成為恩佐的副手，又在恩佐死後成為西羅的左右手。
- 吉娜·阿馬蘭特（Gina Amarante）飾演 瑪利亞（Maria；第3至第4季）：恩佐的女友，恩佐幫的幹部及唯一一位女性成員，忠於恩佐。
- 安吉拉·恰布里（義大利語：Angela Ciaburri） 飾演 卡美拉·維拉（Carmela Villa；第3季）：恩佐的姐姐，經營餐廳，家族沒落後將他一手帶大。
- 羅伯托·奧利維耶里（Roberto Olivieri） 飾演 羅尼（Ronni；第3至第5季）：恩佐幫幹部，廣東仔的好友，忠於恩佐。
- 弗朗切斯科·卡普里亞洛（Francesco Capriello）飾演 「戈利亞」（"'a Golia"；第3至第4季）：恩佐幫幹部，在模特王死後叛變並投靠卡帕奇奥兄弟，先後出賣瓦萊里奥和恩佐。
- 馬里亞諾·科萊蒂（Mariano Coletti）飾演 「廣東仔」（"'o Cantonese"；第3至第5季）：恩佐幫幹部，羅尼的好友，在模特王死後一度叛變，但最終愧疚並回歸恩佐幫。
- 弗朗西斯·達·芬奇（Francesco Da Vinci）飾演  費代里科（"Federico"；第3至第5季）：綽號「MMA」，恩佐幫幹部，在模特王死後叛變並投靠卡帕奇奥兄弟，又在西羅回歸時投靠杰洛。
- 羅伯托·魯索（Roberto Russo）飾演 沙薩（Sasa；第3至第4季）：綽號「模特王」（"'o Top Modello"），恩佐幫幹部，於搶劫運鈔車時被槍殺。其死亡促成了恩佐幫瓦解。
- 安德里亞·倫齊（英语：Andrea Renzi (actor)） 飾演 阿爾貝托·雷斯塔（Alberto Resta；第4季）：破產企業家，作為杰洛的代理人為他打理正當生意。
- 杰納羅·馬雷斯卡（Gennaro Maresca） 飾演 沃爾特·魯杰里（Walter Ruggeri；第4至第5季）：專門處理反黑案件的檢察官。
- 丹妮拉·伊奧亞（義大利語：Daniela Ioia） 飾演 蒂齊亞娜·帕倫博（Tiziana Palumbo；第4至第5季）：雷斯塔的秘書，被杰洛賞識，在雷斯塔死後成為杰洛的代理人。
- 西羅·埃斯波西托（義大利語：Ciro Esposito） 飾演 拉斐爾（Raffaele；第5季）：「師傅」的副手和代言人。
- 安東尼·奧費蘭特（Antonio Ferrante） 飾演 文森佐·卡里尼亞諾（Vincenzo Carignano；第5季）：綽號「紳士」（"'o Galantommo"），活躍於維蘇威的毒梟。
- 文森佐·博雷利（Vincenzo Borrelli） 飾演 卡梅羅·羅·迪亞科諾（Carmelo Lo Diacono；第5季）：「紳士」和南齊亞的副手，對二人極為忠心。
- 詹皮耶羅·德·康西利（Giampiero De Concilio） 飾演 科西莫·馬考羅（Cosimo Maccauro；第5季）：「小和尚」的弟弟和副手，與他一同經營街區，後選擇投靠杰洛。
- 維克托·費林（英语：Viktor Ferin） 飾演 伊利亞·庫里亞諾夫（Ilya Kurianov；第5季）：俄羅斯走私犯，迪米特里的生意夥伴。
- 阿納托利耶斯·費欽斯 飾演 迪米特里（Dimitri；第5季）：俄羅斯黑幫老大，外傳電影《命硬仔西羅》反派尤里·多貝辛科的拍檔。

## 劇情
| 季數 | 集数 | 集数 | 首播日期       | 首播日期       |
| 季數 | 集数 | 集数 | 首映           | 季终           |
| ---- | ---- | ---- | -------------- | -------------- |
| 1    | 12   | 12   | 2014年5月6日   | 2014年6月10日  |
| 2    | 12   | 12   | 2016年5月10日  | 2016年6月14日  |
| 3    | 12   | 12   | 2017年11月17日 | 2017年12月22日 |
| 4    | 12   | 12   | 2019年3月29日  | 2019年5月3日   |
| 5    | 10   | 10   | 2021年11月19日 | 2021年12月17日 |

### 第一季（2014）
惡名昭彰的黑幫教父彼得·薩瓦斯塔諾一心打算掌控整個那不勒斯。為了鞏固地位，他派遣部下去對付由薩爾瓦多·孔特率領的敵對幫派，其中一名手下西羅·迪·馬爾齊奧放火燒了孔特母親的房子。此舉贏得了彼得的賞識，因此他要求西羅教導自己膽小怕事、不成大器的兒子杰洛，並承諾將來杰洛繼承幫派後會讓他當二把手。
彼得在一次通過臨檢時被拘留，令幫派瞬間大亂。他的妻子伊瑪認為杰洛和西羅無法控制局面，遂自行接管幫派事務，並將二人分別委派到洪都拉斯開拓貨源和西班牙與孔特談判，打算借刀殺人。雖然西羅意外地成功游説孔特，但在回國後發現他已被伊瑪擠出權力核心。隨後，杰洛也完成任務回歸，但他的性情大變，做事變得奸險狠辣，而且不念舊情，開始提拔幫派中的年輕一輩，並疏遠包括西羅在內的元老。元老們心生不滿，認為杰洛能力不逮，擔心他會敗掉父親的江山。
西羅同樣對翻臉無情的杰洛極為失望，亦打算借此機會力爭上游，因此故意離間杰洛和一眾元老，又私下尋找孔特協助，打算引發幫派內訌。然而，在西羅將伊瑪殺害後，杰洛便意識到是西羅在暗中挑撥，遂指使忠於自己的少壯派出手將所有元老滅口，但西羅和另一位忠於彼得的元老馬拉莫勒成功逃過一劫。杰洛以為自己形勢大好，便打算主動出擊，派手下追殺二人，卻中了孔特的埋伏而全軍覆沒，杰洛也被西羅射成重傷，生命垂危。同時，馬拉莫勒則率領餘黨劫獄，將彼得救出。

### 第二季（2016）
彼得意識到待在那不勒斯並不安全，遂隻身逃到德國科隆，將幫派事務交給馬拉莫勒等餘黨親信，並密謀向傷害他兒子的西羅和孔特復仇。與此同時，西羅和孔特達成了合作協議，但西羅的妻子黛博拉因受不住擔驚受怕的生活而發瘋，西羅最終為了讓她解脱而忍痛將她殺死。
一年後，傷愈的杰洛到德國與父親會合，並爭取到阿維塔比萊家族的支持。同時，西羅等街區老大開始受不了孔特的獨裁，遂用計將他殺害，並建立起一個由眾街區老大協商的民主聯盟。彼得將之視為復仇的切入點，開始離間眾人，令聯盟成員互不信任。西羅得知彼得是幕後黑手後打算與他談判，彼得遂派出馬拉莫勒的侄女帕特莉西婭作代言人，答應讓他與杰洛見面，並由阿維塔比萊家族家主朱塞佩擔任公證人。彼得吩咐杰洛殺死西羅，然而杰洛不但沒有下手，更與西羅和帕特莉西婭達成合作。
彼得以為杰洛是因害怕開戰才不聽從他的命令，遂打算親自進行復仇。他亦開始質疑帕特莉西婭的忠誠度。他將聯盟的其中一位老大、西羅的好友「矮子」殺死並嫁禍他人，令眾人互相猜忌，繼而引發內訌。隨後他又派人將西羅的女兒殺死，作為對西羅的警告。憤怒的西羅不再打算講和，全面與彼得開戰。不齒父親行徑的杰洛亦將父親的藏身處告訴西羅，西羅最終將彼得射殺。

### 第三季（2017）
杰洛重新掌控整個那不勒斯地區的毒品貨源，開始打響名堂，更向警方舉報阿維塔比萊家族家主朱塞佩，打算趁他入獄時吞併他的生意。同時，西羅在殺死有份謀害他女兒的馬拉莫勒後便失去了人生目標，一度到保加利亞索菲亞隱姓埋名，當起了運送走私品的貨車司機，期間一度智破打算用偽鈔買毒品的沒落黑幫老大恩佐，並在闖禍後回到那不勒斯。由於恩佐非常崇拜西羅，認為他能振興自己的家族，因此他便找上好友瓦萊里奧一同邀請西羅幫助他們重整旗鼓。恩佐幫在西羅的指點下日漸壯大。
朱塞佩很快便注意到杰洛的小動作，遂聯合起市中心的一眾老大攻擊杰洛的幫派，甚至連在彼得教父時期已經追隨杰洛的親信都遭到暗殺，孤立無援的杰洛只好找西羅、前聯盟老大「香奈兒」和在其推舉下成為市長的卡西羅幫忙。市中心聯盟發現恩佐幫蠢蠢欲動，猜到有人在背後指使，遂打算將恩佐的姊姊卡美拉殺死，以此作為警告。恩佐得悉後大怒，打算與市中心聯盟開戰，但被西羅阻止。然而，杰洛派人將卡美拉炸死，以嫁禍市中心聯盟。恩佐便無視西羅，率領人馬到處破壞市中心聯盟的據點作為報復。
西羅只好與市中心聯盟談判，雙方答應各退一步，暫時停戰。一向反戰的帕特莉西婭將在關鍵時候將叛變的「香奈兒」處決，引起了恩佐的猜疑，認為她有事隱瞞。他隨後查到是杰洛派人殺死他的姊姊，於是他便邀請杰洛和西羅到遊艇上佯裝慶功，實際上打算殺害杰洛。西羅為了保護杰洛，訛稱杰洛只是執行自己下達的命令，是他希望令恩佐開戰而故意為之。恩佐既不相信，也無意傷害西羅，但由於瓦萊里奧等眾幹部在場，為了樹立威信，他也只好命令杰洛處決西羅，最終西羅被杰洛射傷墮海。

### 第四季（2019）
杰洛找上了姨夫、活躍於卡塞塔地區的大毒梟格蘭多·萊萬特，讓他出面緩和杰洛與市中心聯盟的關係。杰洛隨後將所有生意交給帕特莉西婭打理，自己打算到英國從商，讓妻兒過上安定生活。帕特莉西婭隨後跟萊萬特的長子米奇互生情愫，然而萊萬特一家都反對二人的婚事。他們從中作梗，令帕特莉西婭無法如期出貨，打算借其他老大之手給她一點教訓。帕特莉西婭別無他擇，只好聯絡杰洛，希望他能借錢給她周轉。杰洛一口答應，但他要求帕特莉西婭一定要找出陷害自己的人。同時，帕特莉西婭的副手尼可拉到處尋找盟友，他先被恩佐拒絕，隨後又被萊萬特家族要脅，要她刺殺帕特莉西婭。他本打算找米奇幫忙，米奇也憤怒地找上兄弟們對質，但在得知這是父親的指令後只好妥協。不過，帕特莉西婭隨即通知他懷孕的消息，令格蘭多暫時同意二人的婚事。
同時，杰洛在商界處處碰壁，又被司法部盯上，令他開始後悔從良。他只好殺掉合夥人雷斯塔，並將生意交給雷斯塔的秘書蒂齊亞娜打理，獨自返回那不勒斯。成功振興家族的恩佐開始變得輕浮和自大，更策劃了一次錯漏百出的械劫案，令幹部「模特王」慘死。「模特王」之死令所有兄弟人人自危，以「戈利亞」為首的幾名幹部更打算與市中心聯盟的卡帕奇奧兄弟合作。瓦萊里奧也假裝同意他們的想法，實際上是希望當卧底刺探敵情。然而，在與卡帕奇奧兄弟的秘密會面中，「戈利亞」突然射殺了瓦萊里奧，而換取卡帕奇奧兄弟的信任，並告訴恩佐瓦萊里奧是內鬼，使他放下戒備。不過，瓦萊里奧在死前給恩佐留下了一封信，將他所調查到的如實告知。恩佐對好友的死悲痛欲絕，並將計就計，指使沒有叛變的手下在卡帕奇奧兄弟設下的陷阱埋伏，成功殺死「戈利亞」和「瘋子」（費特南多·卡帕奇奧）。
帕特莉西婭被捕，但她拒絕出賣任何人。杰洛派人襲擊陷害帕特莉西婭的萊萬特家族，並將格蘭多殺死。他同時派人將帕特莉西婭救出，訛稱會送她和米奇到國外避難，但最終他仍無法相信帕特莉西婭，選擇將二人槍殺滅口，而他自己也踏上逃亡之路。

### 第五季（2021）
杰洛從卡帕奇奧兄弟的叔叔帕斯托雷口中得知西羅尚在人世的消息，並前往拉脫維亞里加找他。杰洛不滿西羅這樣隱姓埋名躲起來，認為西羅拋棄了他，因此在得知他仍無意復出後將他關在一所私人監獄，然後回到那不勒斯。西羅幾經辛苦，成功逃出監獄。他明白到只要杰洛一日還在生，便會繼續追殺他，因此打算先下手為強，隨即回到那不勒斯，與杰洛開戰。他找上了恩佐幫和「鬥牛犬」等老部下，又與丈夫被杰洛殺害的女毒梟南齊亞合作。杰洛的金主安吉洛之妻盧西亞娜認為杰洛氣數已盡，因此倒戈協助西羅。杰洛發現後要安吉洛將她殺害，但安吉洛不從，暗地裡將妻子藏起來。
恩佐出外購買武器時遭杰洛的手下伏擊，他被擄到杰洛面前，並被杰洛打死，令西羅大怒。同時，南齊亞指使副手迪亞科諾向警方自首，並以污點證人身份指證杰洛。杰洛遂將檢察官的兒子綁架，而西羅亦透過投誠的安吉洛得知了杰洛妻兒的藏身點，將二人綁架。兩派人馬進行談判，同意交換人質，但南齊亞要求殺死杰洛以為丈夫報仇，因此，她親自與部下押送杰洛妻兒，打算在見面時下手。然而，西羅派部下佯裝成交通警，在臨檢處將南齊亞及其手下悉數射殺，並將杰洛妻兒帶到海岸。西羅猶疑再三，最終放下仇恨，打算讓杰洛一家離開。但南齊亞僱用的殺手趕到，先後將西羅僅餘的手下射殺。為了保護杰洛妻兒，杰洛下船與西羅一同還擊，以爭取時間讓船隻離岸。二人最終寡不敵眾，死於槍下。

## 製作

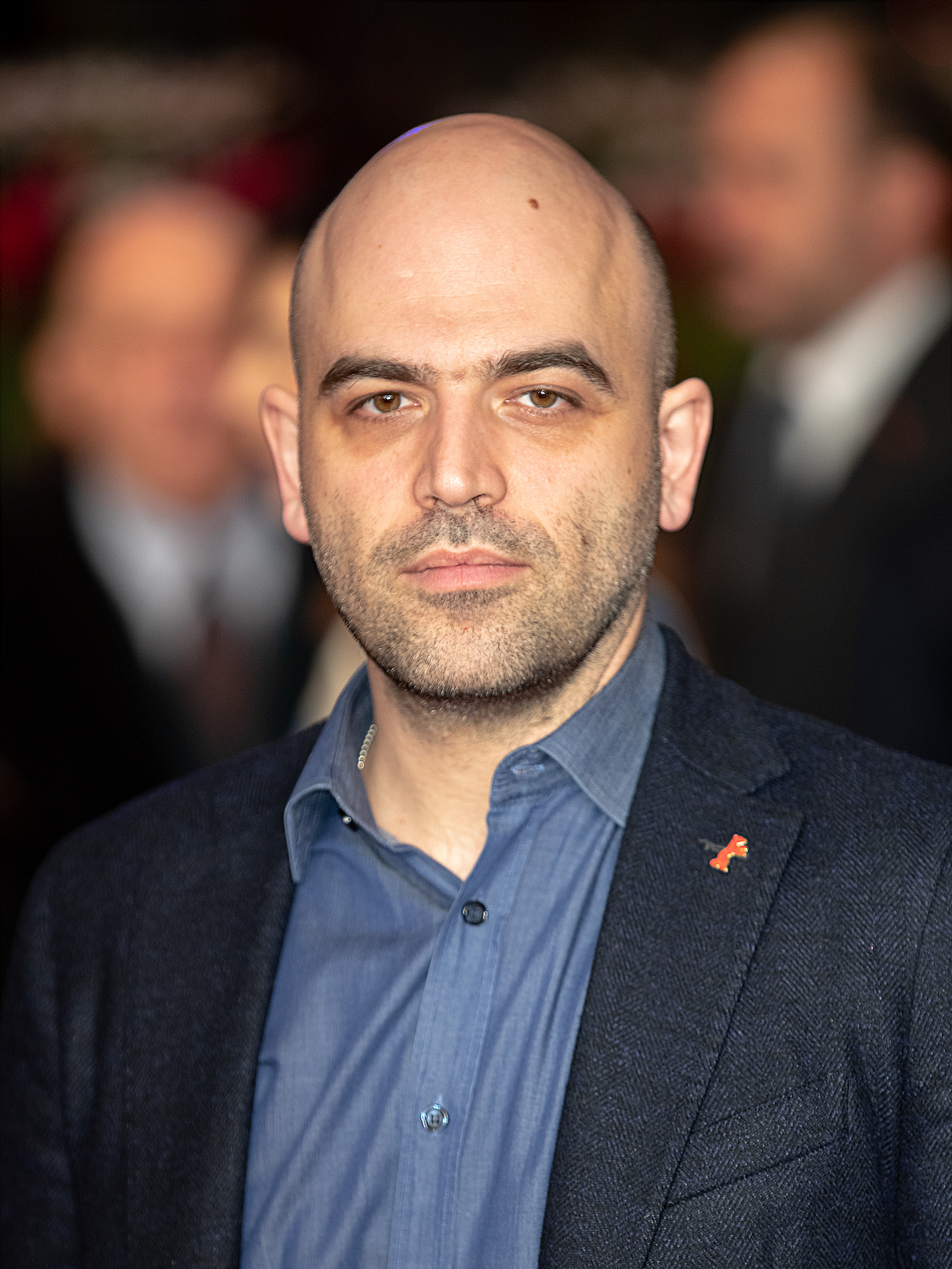
《娥摩拉》主創人、原作作者羅貝托·薩維亞諾

《娥摩拉》由意大利記者羅貝托·薩維亞諾主創，改編自他的同名紀實文學作品，原作以揭露那不勒斯的真實經濟狀況和當地黑幫的犯罪活動為主題。標題「娥摩拉」是取自《聖經》中的罪惡之城蛾摩拉，同時亦是意大利黑幫組織克莫拉（Camorra）的諧音。
該劇的第一季由斯特法諾·索利瑪、法蘭西絲卡·柯門希妮和克勞帝歐・庫佩利尼執導，於2013年8月開拍，並在意大利那不勒斯、羅馬、米蘭、文蒂米利亞、費拉拉和西班牙巴塞隆納取景，拍攝時長約三十週。第二季拍攝於2015年4月14日在德國科隆展開，隨後於同年6月回到意大利諾拉繼續拍攝，並於11月6日在那不勒斯殺青；劇組亦曾短暫到洪都拉斯取景。第三季拍攝於2016年10月開始，但索利瑪和庫佩利尼因手頭上有其他項目而無回歸執導。該季劇組曾到保加利亞索菲亞取景。第四季由柯門希妮和庫佩利尼回歸執導，而飾演男主角西羅的馬可·達莫瑞與兩位助導亨利·羅薩蒂（Enrico Rosati）和西羅·維斯科（Ciro Visco）亦有執導部份集數；拍攝於2018年4月中在英國倫敦展開，其他取景地點包括那不勒斯和波倫亞。第五季的拍攝則於2020年在拉脱維亞里加展開，隨後移師到那不勒斯和羅馬，並在2021年5月殺青。

## 發行
《娥摩拉》的第一季於2014年5月6日在天空大西洋臺和Sky Cinema上首播，又在翌年1月10日在Rai 3上播映。第二季於2016年5月10日首播；第三季於2017年11月17日首播；第四季於2019年3月29日首播，第五季於2021年11月19日首播，並在2021年12月17日完結。該劇在第一季取得不錯的口碑和收視率後，天空大西洋臺與環球影業合作，將第一季剪輯成院線版，並自2014年9月22日起先後在200家意大利電影院公映。目前該劇的播映權已售給190個國家，並曾於部份地區的Netflix和HBO Max上架。

## 評價
《娥摩拉》是天空電視收視率最高的劇集之一，其中第五季更打破全國最高收視紀錄，平均每集有一百五十萬人同時收看。該劇集的第一季在爛蕃茄上根據19條評論，持有95%的新鮮度，平均得分為7.31／10。該網站的普遍評價為「《娥摩拉》在常見的劇情上加上新奇的轉折，並運用一個寫實、平淡和引人入勝的角度呈現那不勒斯的黑幫組織」。Metacritic則根據15則評論，給予76／100的分數。
該劇播出後獲得普遍正面的評價，主要在角色設計、節奏、氣氛營造、演員表現、執導技巧和劇本等方面均備受讚譽。《獨立一線》的班·特拉弗斯（Ben Travers）形容該劇為「更黑暗、更成熟的《黑道家族》」，亦指雖然《娥摩拉》表面上是一個常見的黑幫故事，但其所建基於的真實歷史背景令該劇比同類型作品更令人震驚。《洛杉磯時報》的瑪麗·麥克納馬拉（Mary McNamara）以「極度黑暗」來形容該劇，而且「高度真實的背景和描寫令人窒息，對影視界的衝擊就像多年來未攪勻的香草拿鐵咖啡終於變成真正的意大利濃縮咖啡一般，熟悉的黑幫題材反而令《娥摩拉》突圍而出」。《衞報》的布賴恩·莫伊蘭（Brian Moylan）認為「對影視媒體近年非常盛行的黑幫和反英雄主義題材劇集感興趣的觀眾而言，該劇是個很好的入門作」。而《視與聽》則形容該作為「意大利版的《絕命毒師》」。
然而，該劇引來不少政界人物批評。前那不勒斯市長路易吉·德·馬吉斯特里斯指市內的暴力犯罪活動在該劇播出期間大幅增加，更批評該劇是在荼毒年輕人。前裁判官費德里柯·卡菲耶羅·德·拉霍批評該劇對黑幫份子的描述過於人性化；裁判官尼古拉·格拉特里亦批評劇中角色的塑造太「令人喜愛」，形容此舉為「非常危險」。

## 衍生作品
2019年12月5日，外傳電影《命硬仔西羅》於院線上映。該電影由馬可·達莫瑞回歸主演，接續第三季末的劇情，講述西羅在墮海後隱姓埋名，在里加展開新生活的經歷。

## 外部連結
- 官方网站（意大利）
- 官方网站（美國）
- 互联网电影数据库（IMDb）上《娥摩拉》的资料（英文）